# Петро Калнишевський
Петро Іванович Калнишевський, святий праведний Петро́ Калнише́вський (20 червня 1690 / (липень 1691), с. Пустовійтівка, Костянтинівська сотня, Лубенський полк, Військо Запорозьке Городове (нині Роменський район, Сумська область, Україна) — 31 жовтня (12 листопада) 1803, Спасівський ставропігійний монастир на Соловецьких островах, Російська імперія) — визначний український державний, культурний та релігійний діяч, кошовий отаман Війська Запорозького Низового (1762, 1765—1775). Кавалер Ордена Андрія Первозванного. Політичний в'язень Російської імперії.
Канонізований УПЦ КП у 2008 році (вшановують як Петра Багатостраждального), та УПЦ МП в 2015 році (вшановують як праведного Петра Калнишевського).

## Життєпис
Згідно з документами архіву Нової Січі (1734—1775), Калнишевський походив із селянського («мужичого») роду; за іншими відомостями — з українського шляхетського роду Костянтинівської сотні Лубенського полку. Мар'ян Дубецький, у своїй статті «Доля останнього отамана кошового», подає відомості, що Петро Калнишевський походив з Подільського воєводства та в московських актах був записаний як «подільський шляхтич».
На Січі, куди, за переказами, Калнишевський потрапив ще в юному віці, у 8 років, він пройшов шлях від джури до найвищих посад у Війську Запорозькому. Відзначався своїм розумом та фізичною силою. Був військовим осавулом і відповідав за стан та організацію війська, потім суддею Війська Запорозького Низового (1760). У 1762 р. обраний кошовим отаманом, але того ж року після зустрічі в Москві з царицею Катериною II усунутий із посади. У січні 1765 року всупереч царській волі старшина знову обрала його Кошовим і переобирала на найвищу державну посаду Січі протягом наступних 10 років (до анексії Війська Запорозького Низового 1775 р.).
За союзницькі дії у російсько-турецькій війні 1768—1774 рр. Військо Запорозьке дістало подяку від цариці. Кошовий отаман у віці 80 років став кавалером найвищого ордена Російської імперії — Андрія Первозванного, йому присвоєно військовий чин генерал-поручника Російської армії.
Обстоював земельні володіння і територіальні права Запоріжжя, задля чого неодноразово їздив з депутаціями до Санкт Петербурга (1755—1756, 1762, 1765). Прагнув посилити свою владу й обмежував права старшин та козацької ради. Дбав про поширення хліборобства та торгівлі у запорозьких степах, про заселення запорозьких земель, сприяючи переселенню туди селян з Лівобережної, Правобережної та Слобідської України. Попри вимоги поміщиків, не видавав із володінь Січі втікачів. Уважав створення хуторів і зимівників засобом стримування наступу царизму на територію Вольностей Війська Запорозького низового: 1770 р. там налічували 45 сіл та близько 4000 хуторів-зимівників. Калнишевський був людиною заможною і віруючою. Коштом Калнишевського збудовано церкви: святої Трійці в с. Пустовійтівка, Покрови Пресвятої Богородиці в м. Ромни, Свято-Миколаївську в м. Сміле тощо; придбано багато церковної літератури, фінансував чимало шкіл тощо.
Відомо, що Петро Калнишевський був у товариських стосунках із князем Потьомкіним-Таврійським. Протягом 1765—1766 рр. кошовий отаман Петро Калнишевський перебував у Петербурзі з делегацією старшин, серед яких був і військовий осавул Пшимич Василь Андрійович (Писмич). Метою поїздки було розмежування запорозьких та слобідських земель, також козаки подали клопотання про повернення запорозьких земель та підпорядкування Війська колегії чужоземних справ.
У 1768 році на Січі спалахнув козачий бунт (так званий «бунт сіроми»), під час якого Калнишевський та козацька старшина ховалися у Новосіченському ретраншементі під захистом московських військ. На другий день загін Калнишевського разом з гарнізоном ретраншементу придушили повстання.

### Погром Запорозької Січі та арешт кошового отамана
Князь Потьомкін виступив на засіданні уряду з проектом знищення Запорозької Січі 23 квітня 1775 року. 4 червня за схваленим планом 100-тисячне військо під командуванням генерал-поручника Петра Текелія, повертаючись з війни з Османською імперією, обступило Січ, скориставшись тим, що Військо Запорозьке ще з цієї війни не повернулося. Не маючи сил боронитися, Калнишевський змушений був здати фортецю без бою.
Російські вояки розграбували військову скарбницю, припаси, архів, церкву. Разом зі старшиною Калнишевського 25 червня 1776 року було заарештовано і на пропозицію Потьомкіна довічно заслано до Соловецького монастиря, куди доправили наприкінці липня 1776 року. Монастирському керівництву наказано утримувати Калнишевського «без відпусток із монастиря, заборонити не лише листування, але ще й спілкування з іншими персонами і тримати під вартою солдат монастиря».
3 серпня 1775 року Катерина II видала маніфест, яким оголосила, «что нѣтъ теперь болѣе Сѣчи Запорожской въ политическомъ ея уродствѣ (рос)». 6 пунктів довгого маніфесту фактично зводилися до звинувачення запорожців у захопленні та присвоєнні чужої власності й намаганні створити незалежне управління.

### Соловецький монастир
Петра Калнишевського утримували у казематі № 15. «Порційних грошей» виділяли 1 карбованець на добу (що в 40 разів більше, ніж іншим в'язням). На заощаджені гроші він відремонтував свій каземат, а наприкінці життя купив Євангеліє вартістю 2435 карбованців і подарував його монастирю. У 1792 році Петро Калнишевський переведений в одинарну в'язницю біля Поварні.
Коли кошового перевезли з Прядильної камери в інше приміщення, то від нього залишилося в камері більше як на два аршини нечистот. Просидівши в тюрмі такий довгий час, він здичавів, став похмурий і втратив зір; в нього, як у звіра, виросли великі нігті, довга борода і весь одяг на ньому, каптан з ґудзиками розпався на лахміття і звалювався з плечей.
Указом нового імператора Російської імперії Олександра Павловича від 2 квітня 1801 року він був помилуваний за загальною амністією й отримав право на вільний вибір місця проживання. За своїми літами (йому йшов 111 рік) і станом здоров'я залишився ченцем у монастирі, де й помер на 113 році життя 31 жовтня (13 листопада) 1803 року.
Похований на головному подвір'ї Соловецького монастиря перед Преображенським собором. Могила не збереглася, але на паперті Спасо-Преображенського собору Соловецького монастиря досі збережено могильну плиту з текстом:

| Здесь погребено тело в Бозе почившего кошевого бывшей некогда Запорожской грозной Сечи казаков атамана Петра Кальнишевского, сосланного в сию обитель по Высочайшему повелению в 1776 году на смирение. Он в 1801 году по Высочайшему повелению снова был освобожден, но уже сам не пожелал оставить обитель, в коей обрел душевное спокойствие смиренного христианина, искренно познавшего свои вины. Скончался 1803 года, октября 31 дня, в субботу 112 лет от роду смертию благочестивою, доброю. |
Навесні 1887 року Соловки відвідав український історик Дмитро Яворницький. Його праці донині є найважливішим джерелом наших знань про ув'язнення отамана.

## Вшанування пам'яті

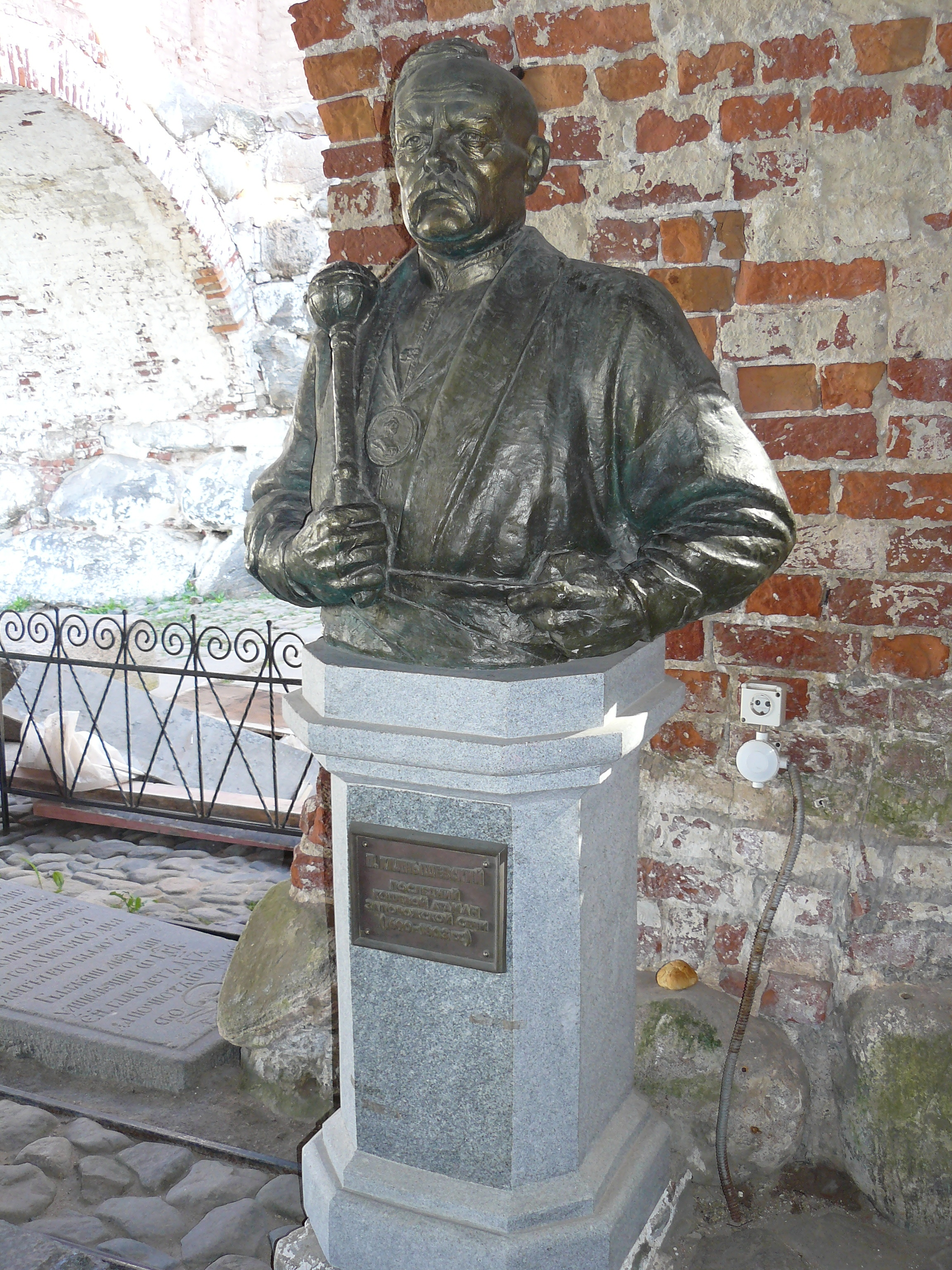
Пам'ятник Петру Калнишевському на Соловках

У 2000 році у м. Суми козаками Сумської паланки МГО «Козацтво Запорозьке» було висаджено та доглянуто міський Козацький сквер імені Петра Івановича Калнишевського, а 12 жовтня 2010 року тут було встановлено пам'ятний знак на честь останнього Кошового отамана Запорозької Січі.
28 червня 2004 року було встановлено пам'ятник Петру Калнишевському на території Соловецького монастиря.
14 жовтня 2006 року під час проведення в Пустовійтовці Всеукраїнського козацького свята «Калнишева Рада» було відкрито Музей Калнишевського — структурній підрозділ Державного історико-культурного заповідника «Посулля».
24 жовтня 2012 року пам'ятник Петру Калнишевському відкрили на Сумщині у Недригайлові.
Відповідно наказу президента України Віктора Ющенка від 10 лютого 2009 року, відділу прикордонної служби Сумського прикордонного загону «Шалигіне» присвоєно ім'я Петра Калнишевського.
29 березня 2012 року Національним банком України введена до обігу срібна пам'ятна монета номіналом 10 гривень. Монета належить до серії «Герої козацької доби».
У липні 2016 року поблизу м. Березівка Одеської області був відкритий пам'ятний знак Петру Калнишевському. У 1770 році козаки під його керівництвом стояли тут табором біля річки Тилігул. Тут також відреставровано криницю, з якої, за легендою, пили воду козаки.
У 2018 році у місті Кривий Ріг відкрито пам'ятник Петру Калнишевському.
2015 року на хуторі Буда на Черкащині освячено храм на честь св. праведного Петра Багатостраждального (Калнишевського).
З 2017 у місті Біла Церква на Київщині діє храм св. Петра Багатостраждального.
14 жовтня 2018 року у місті Київ на території Спасо-Преображенського храму на вулиці Петра Калнишевського відкрито та освячено пам'ятник праведному Багатостраждальному Петру Калнишевському.
У 2021 році ПЦУ освятила у Нікополі на Дніпропетровщині храм св. Петра (Калнишевського) в пам'ять про захисників, полеглих на сході України.
Вулиці, названі на честь Петра Калнишевського, є в Києві, Сумах, Житомирі, Херсоні та багатьох інших населених пунктах України. Проспект Петра Калнишевського в Дніпрі.
19 вересня 2024 року постановою №12043 Верховної Ради України село Першотравневе Запорізької області перейменували на село Калнишевське.

## Канонізація

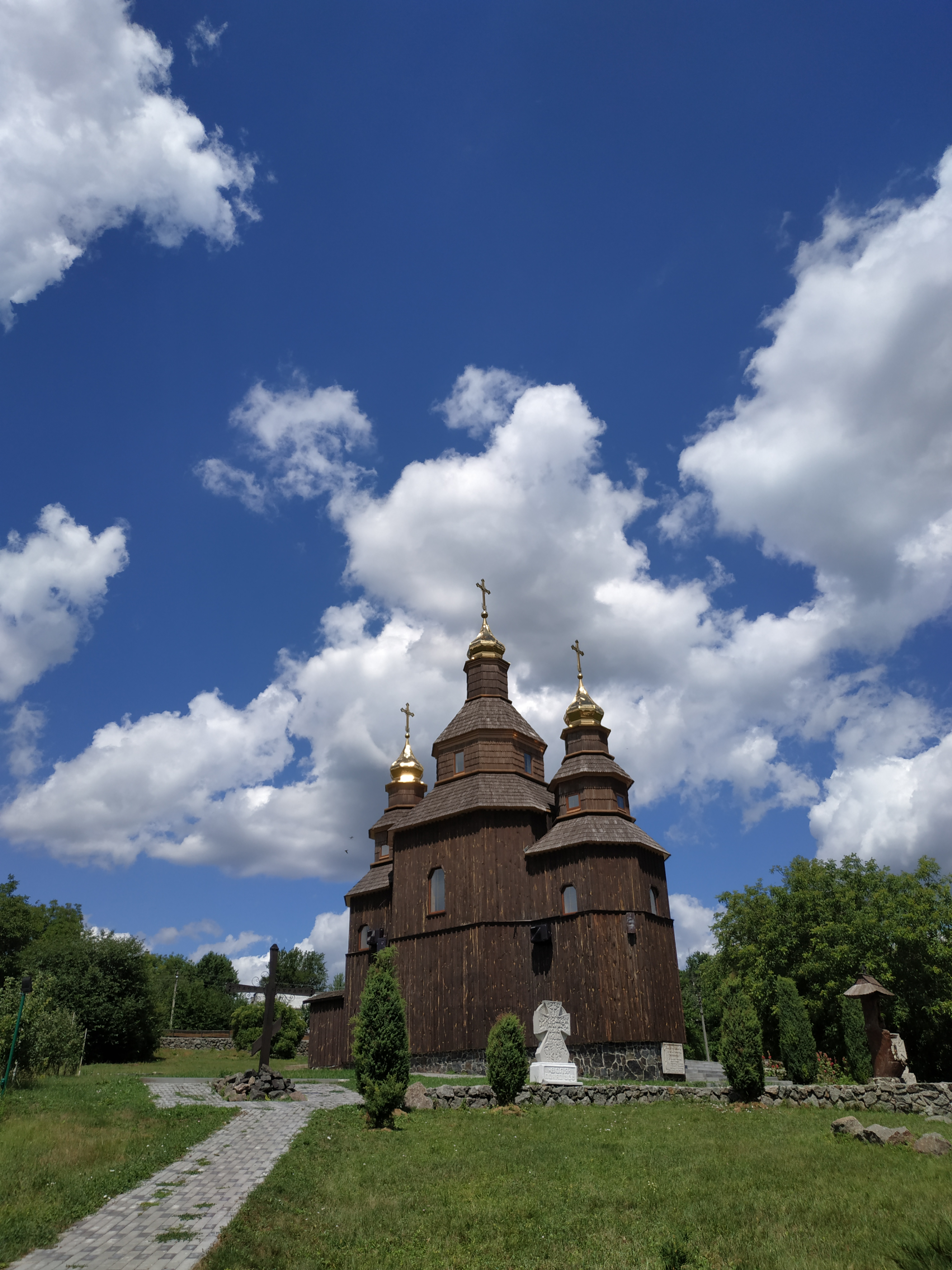
Храм на честь св. Петра Калнишевського на хуторі Буда

2008 року Помісний Собор УПЦ Київського патріархату у зв'язку з 1020-літтям Хрещення Русі-України благословив приєднати праведного Петра Багатостраждального (Калнишевського) до лику святих для загального церковного шанування, занести його ім'я у православний церковний календар, чесні останки праведного Петра вважати святими мощами та віддати їх на волю Божу. Собор благословив будівництво храмів на його честь.
Пам'ять праведного Петра Багатостраждального в Православній церкві України — 1 жовтня, у день Покрови Пресвятої Богородиці, покровительки козацтва.
23 грудня 2014 року Російська православна церква в Україні приєднала до лику святих Петра Калнишевського для місцевого шанування в межах Запорізької єпархії. День вшанування 31 жовтня (13 листопада) — у день його преставлення.
13 листопада 2015 року митрополит Онуфрій (УПЦ МП) очолив Літургію з чином прославлення святого праведного Петра Калнишевського у Покровському архієрейському соборі Запоріжжя, де спеціально до цієї події був встановлений старовинний козацький іконостас XVIII століття.

## Цікаві факти
- Згідно з дослідженнями історика та письменника Данила Кулиняка[20], колишній Президент України Віктор Ющенко є родичем легендарного кошового отамана. Двоюрідний брат Петра Калнишевського Ничипір Ющенко був козацьким старшиною із Хоружівки, а сучасні Ющенки цього села є його нащадками.
- Ікону Охтирської Богородиці пензля Яреми Дзиґи подарував Петрові Калнишевському автор[21].
- Постать Петра Калнишевського є однією з головних у системі образів історичного роману «Журавлиний крик» видатного українського письменника Романа Іваничука.

## Галерея

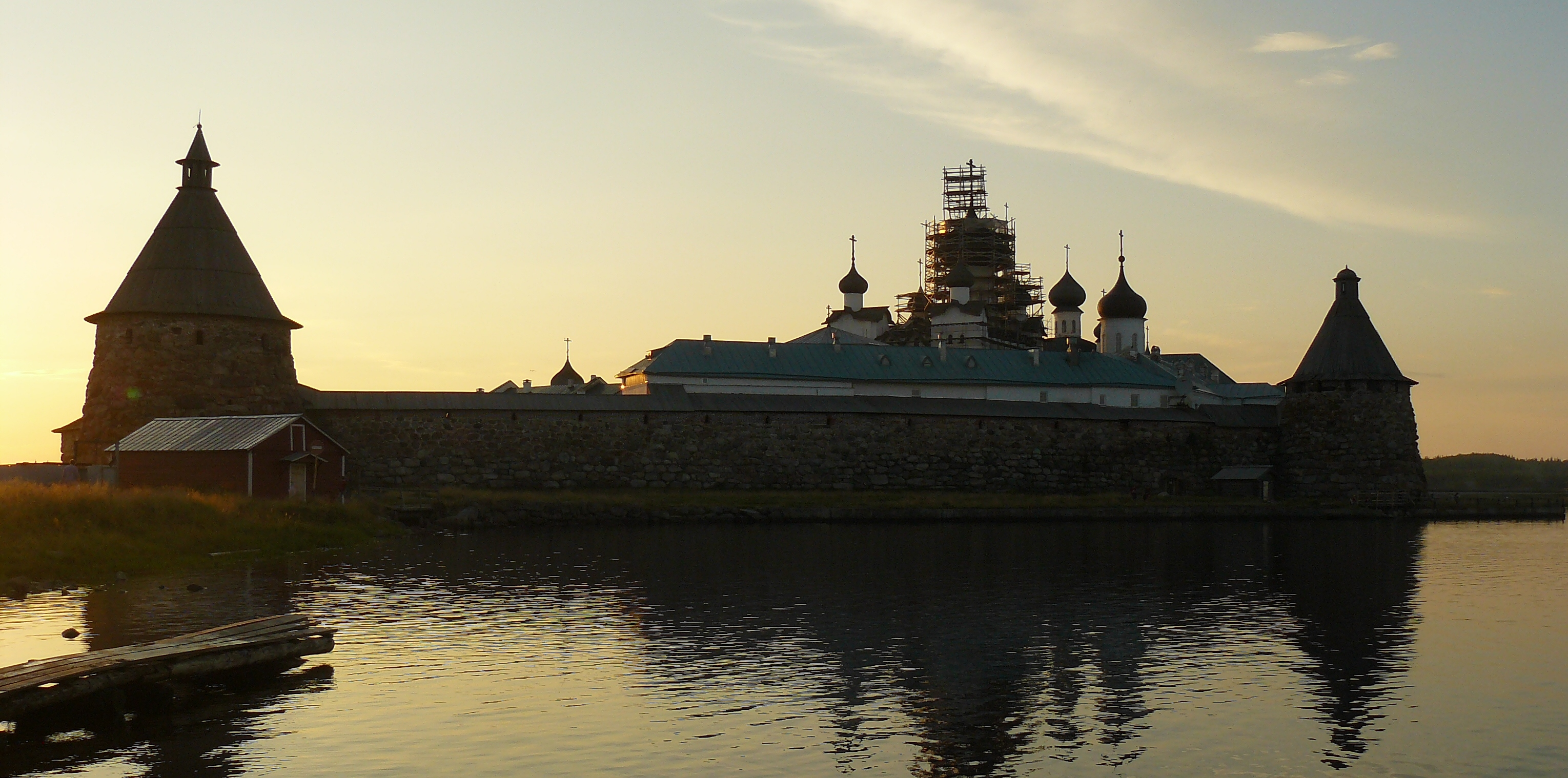
Соловецький монастир
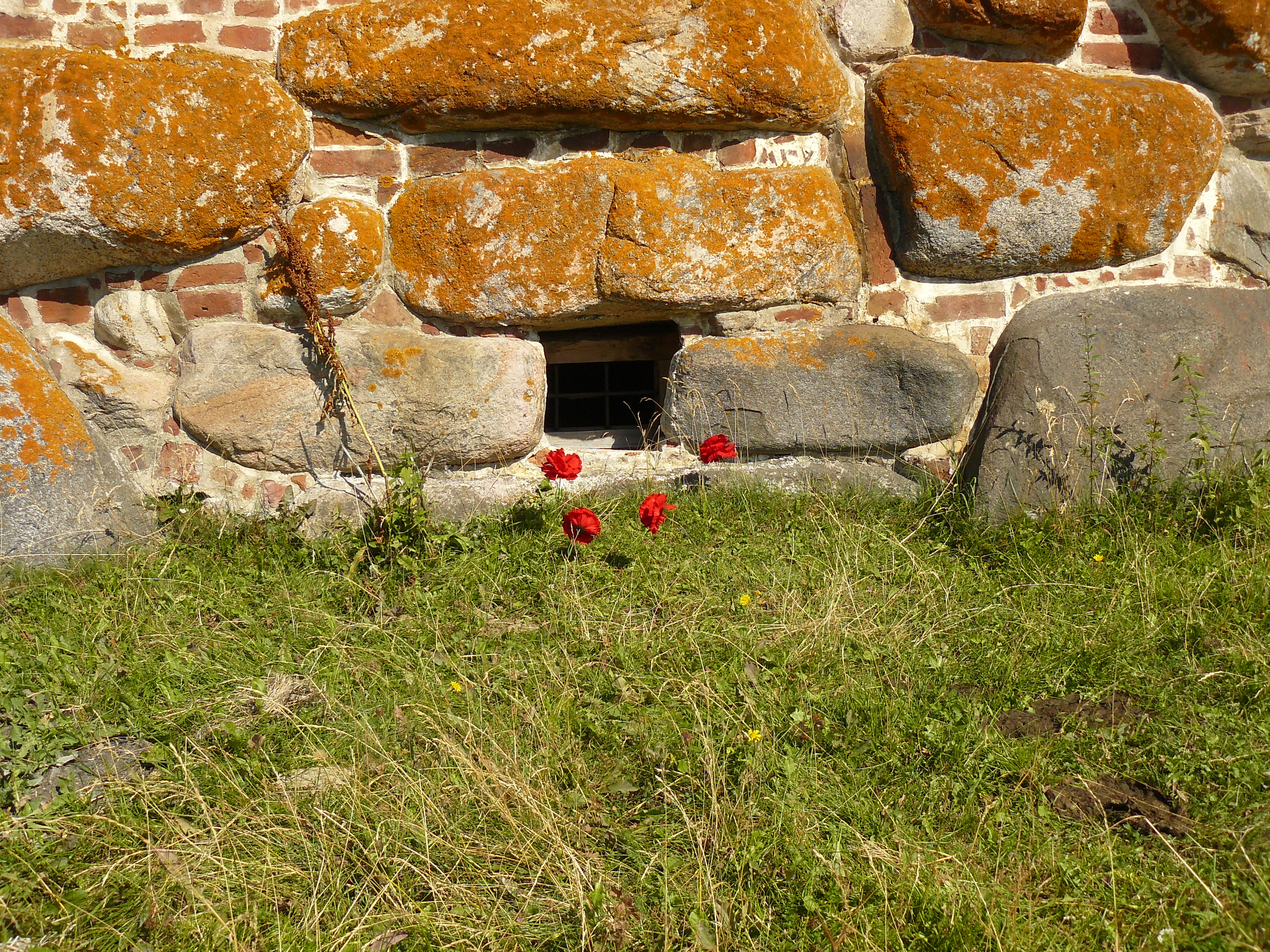
Вікно в'язничної камери кошового отамана Петра Калнишевського на Соловках
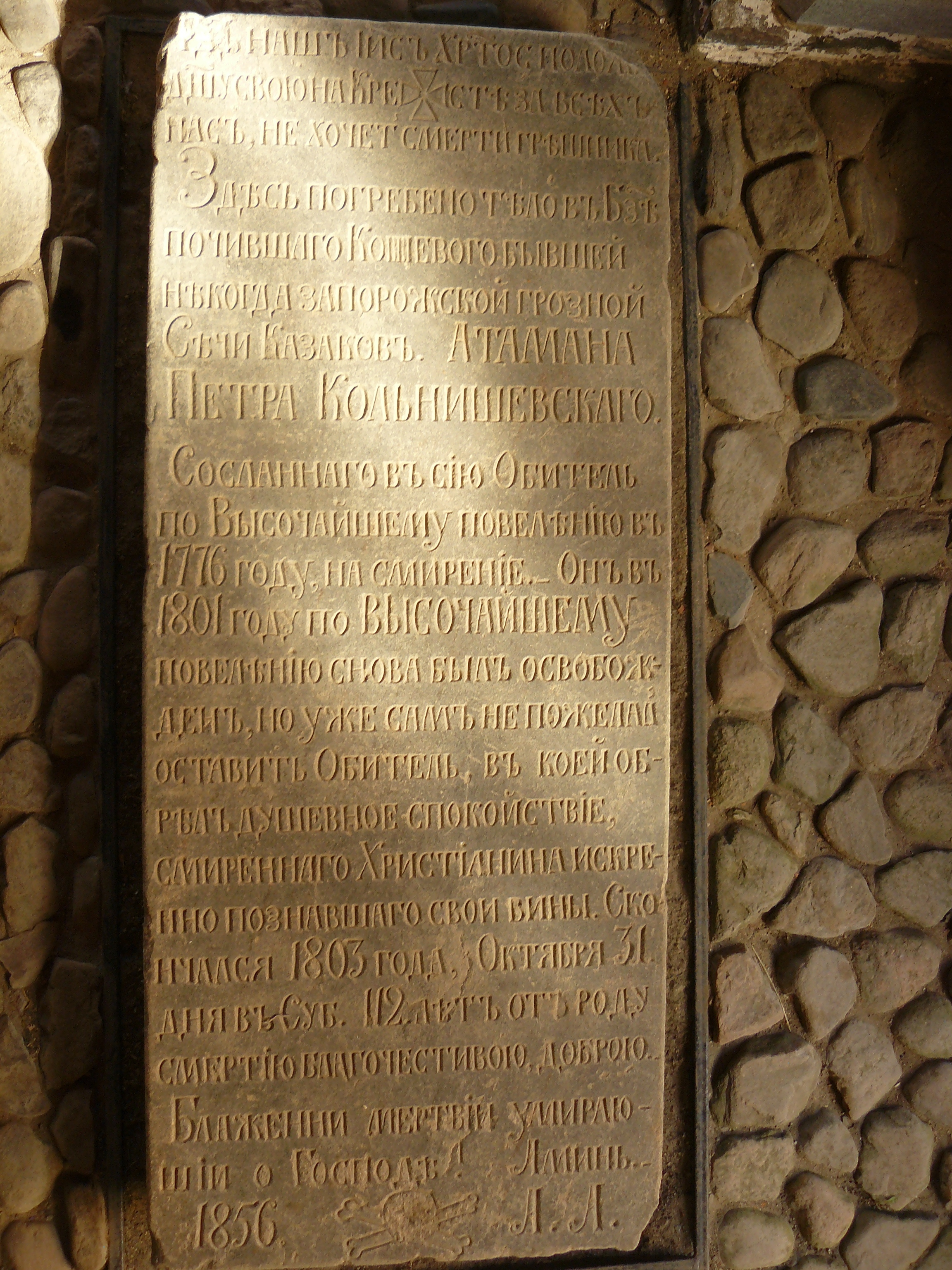
Могильна плита Петра Калнишевського
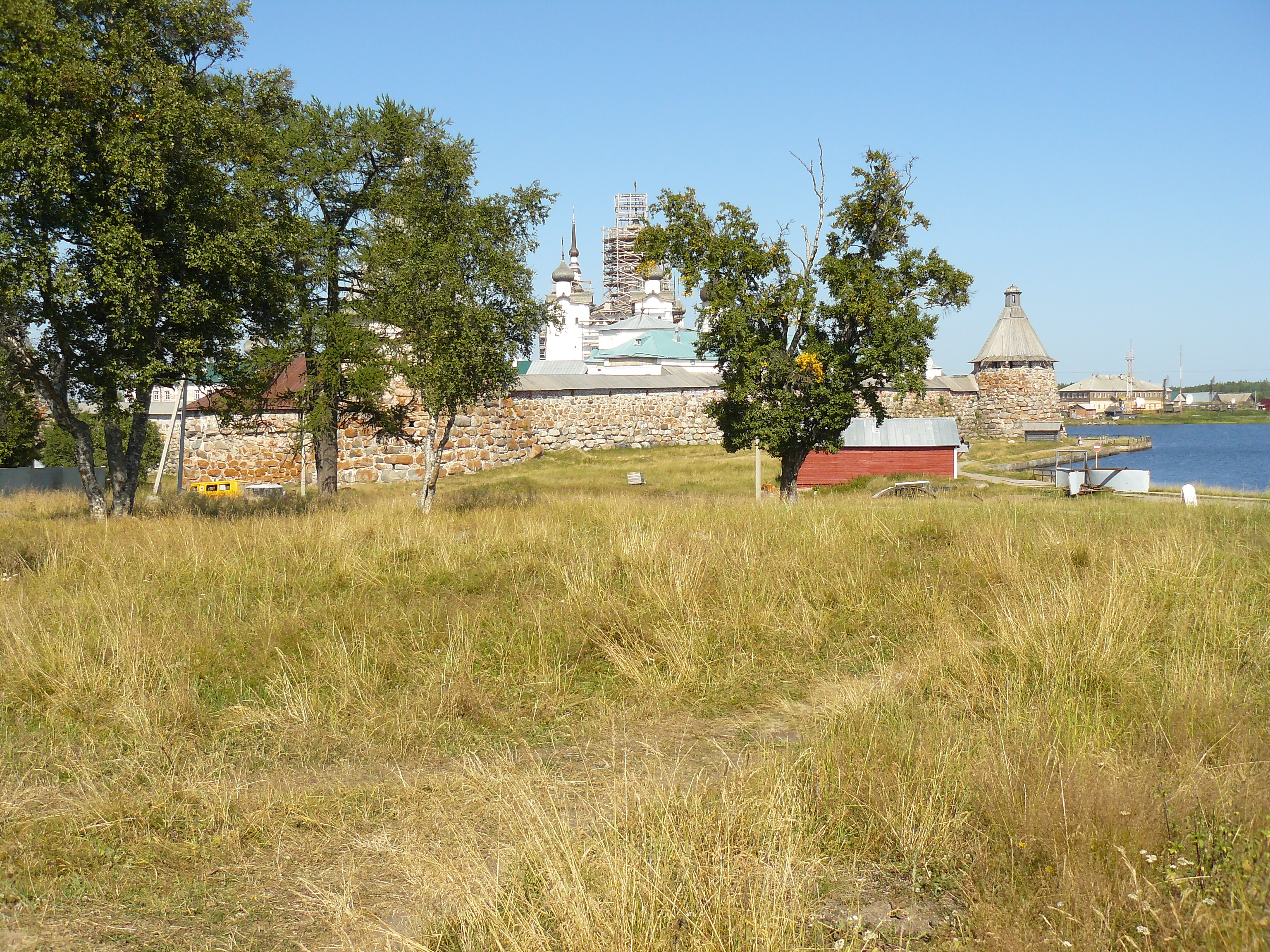
Старий Соловецький цвинтар, який міг бачити з вікна камери Петро Калнишевський
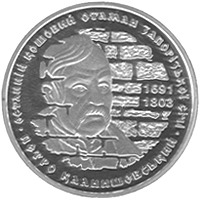
Пам'ятна монета НБУ, присвячена Петрові Калнишевському
Храм святого Петра Багатостраждального в Недригайлові
Пам'ятник Петру Калнишевському в Недригайлові
Пам'ятник Петру Калнишевському у Пустовійтівці